# Pakosze
Pakosze (deutsch Packhausen) ist ein Dorf in der polnischen Woiwodschaft Ermland-Masuren. Es gehört zur Stadt- und Landgemeinde Pieniężno (Mehlsack) im Powiat Braniewski (Kreis Braunsberg).

## Geographische Lage
Pakosze liegt im Nordwesten der Woiwodschaft Ermland-Masuren, 21 Kilometer südöstlich der Kreisstadt Braniewo (Braunsberg).

## Geschichte
Das Dorf Packausen, nach 1820 Packkhausen geschrieben, wurde 1874 als Landgemeinde in den neu errichteten Amtsbezirk Langwalde (polnisch Długobór) im ostpreußischen Kreis Braunsberg, Regierungsbezirk Königsberg, aufgenommen. Zusammen mit dem Wohnplatz Fichtenbruch zählte das Dorf im Jahre 1910 384 Einwohner. Die Einwohnerzahl belief sich im Jahre 1933 auf 309 und im Jahre 1939 auf 318.
Als 1945 in Kriegsfolge das gesamte südliche Ostpreußen an Polen fiel, erhielt Packhausen die polnische Namensform „Pakosze“ und ist heute eine Ortschaft im Verbund der Gmina Pieniężno (Stadt- und Landgemeinde Mehlsack) im Powiat Braniewski (Kreis Braunsberg), von 1975 bis 1998 der Woiwodschaft Elbląg, seither der Woiwodschaft Ermland-Masuren zugehörig. Im Jahre 2021 zählte Pakosze 94 Einwohner.

## Religion
Pakosze ist heute – wie Packhausen vor 1945 – in die römisch-katholische Kirche Długobór (Langwalde) eingepfarrt, die jetzt zum Dekanat Orneta (Wormditt) im Erzbistum Ermland gehört. Die evangelischen Einwohner Packhausens waren bis 1945 der Pfarrkirche Mehlsack in der Kirchenprovinz Ostpreußen der Kirche der Altpreußischen Union zugeordnet. Heute in Pakosze lebende evangelische Kirchenglieder gehören zur Diözese Masuren der Evangelisch-Augsburgischen Kirche in Polen.

## Verkehr
Pakosze liegt am Kreuzungspunkt zweier Nebenstraßen:
- Pieniężno (Mehlsack)–Płoskinia (Plaßwich)–Braniewo (Braunsberg), sowie
- Bornity (Bornitt)–Kierpajny Wielkie (Groß Körpen)–Posady (Palten).

Eine Bahnanbindung besteht nicht.